# ネット世論
ネット世論（ねっとせろん・よろん）とは、インターネット上で形成される意見や感情のこと。過激な意見、両極端な意見を持つ人がネットで熱心に発信しているのが特徴。そのため偏りが生じやすい。

## 概要
ネット世論はSNS（Xなど）や掲示板、ニュースサイトのコメント欄など、さまざまなオンラインプラットフォームを通じて形成される。過激な意見や両極端な意見を持つ一部の人が熱心に発信しているため目立ちやすい一方、サイレントマジョリティ（沈黙の多数派）は熱心に意見を発言しないため、ネット世論は偏りが生じやすく実際の世論とは異なる傾向が強い。ネット世論の研究者はネット世論は真の世論と見てはいけないと発言している。

## 問題点
ネット世論のメリットとしては少数派の意見、多様な意見が見える。社会運動に繋がる可能性などがあるが、多くの問題点を抱えている。

### SNSで両極端の少数派の意見が多数派の世論の意見に見えてしまう問題
ネット世論に詳しい立命館大学産業社会学部准教授の谷原つかさはSNSの基本的な性質について、好きか嫌いかの両極端な強い意見が集まり、どちらでもない意見の人は書き込まないプラットフォームであるため見極めが必要としている。
谷原は、2021年衆議院選挙の選挙期間中のX空間についてネット世論がどのように形成されるのか、AIを使って解析を行っている。その結果、「Xで主流になっているように見える意見は、たった0.2％のユーザーによって作られていた」ことが分かった。
同じくネット世論に詳しい国際大学グローバル・コミュニェーションセンター准教授の山口真一が、ネット世論に関して2018年に大規模な調査分析を行っている。テーマは「憲法改正」。アンケートでは、憲法改正に賛成か反対か、憲法改正に賛成・反対についてのSNSの投稿回数を聞いている。「非常に賛成である」～「絶対に反対である」までの七段階で社会の意見分布を調査すると、「賛成とも反対ともいえない」が31.2％となり中庸的な意見の人が最も多い。「非常に賛成である」、絶対に反対である」は7％程度と低い。
しかしこれをSNSの投稿回数で分析すると、「非常に賛成である」が28.9％が最も多く次は「絶対に反対である」が17.2％となった。同じテーマで意見分布を調査したはずが、現実の両極端な意見14％がネット上の46％の意見をつくっていることが分かった。

#### フィルターバブルとエコーチェンバー
SNSのアルゴリズムが自分が欲しいと思った情報ばかりを流してくるので情報が偏るフィルターバブル。同じ意見の者同士がつながるため情報が偏るエコーチェンバー現象が問題視されている。
日本、米国、ドイツ、中国を対象としたの調査で、SNSにおいて自分に近い意見が表示されやすいことを「知っている」との回答は、米国77％、ドイツ71％、中国79％だったのに対し日本は38％と他国を大幅に下回る結果となった。

#### 運営側がSNSのアルゴリズム変更でネット世論誘導
米紙ワシントン・ポストが、米大統領選のXを調査。イーロン・マスクが選挙期間中にXのアルゴリズム変更しトランプ氏のメッセージを拡散しやすいようにしたと調査結果を公表。
オーストラリア・モナッシュ大のマーク・アンドレイエビッチ教授も米大統領選のXを調査したところ「右派の投稿が優遇される傾向が明確に見られた」と指摘している。

### 分断と対立
フィルターバブルとエコーチェンバーにより分断と対立は起きるが、それ以外でもネット世論の少数の意見を賛否両論とメディアが報じることにより広がり、分断と対立を加速させることもある。

### 炎上させるのは少数の仕業
ネット炎上の研究で約2万人を対象にアンケート調査をした結果、実際に書き込んでるのはたった0.5％で2万人のうち100人程度であることが判明した。0.5％のうち年間に11件以上の炎上に書き込みをしている人は10％で0.05％。炎上1件あたりに書き込んだ回数は、51回以上の人が3％。全体の0.015％だった。

### デマの拡散
SNSでは拡散スピードも速い。衝撃的な内容が出てきた場合等に情報源等を確認せず安易に拡散することがある。そのためフェイクニュースやデマが蔓延してしまっている現状がある。政治関連はフェイクニュースやデマが拡散されやすい。
芸能人デマの事例では、X上で暴露系と呼ばれるインフルエンサーの滝沢ガレソが有名な芸能人夫婦が不倫しているというネタを分かりやすいヒント付きでXに投稿。それがすぐ拡散し芸能人夫婦の正体は「星野源」・「新垣結衣」だと事実であるかのようにXでトレンド入りし所属事務所も深夜にデマに対しての対応をせざる得なくなるなど大きな騒動になった。名前を書かれた本人らはデマであると完全否定し法的措置取ることを発表した。
政治デマの事例では、2024年兵庫県知事選挙において立候補した稲村和美が、「県庁の建て替えに1000億かける」「市長時代に退職金を増額させた」「外国人参政権を推進」等のデマを拡散され、嘘通報でXを凍結され、選挙妨害があったとして刑事告訴し受理されている。ネット上での中傷やデマと戦いながら、接戦で敗れた稲村氏は「他の候補者と争ったというより何と向かい合っているのかなという違和感があった」と語っている。
総務省が行ったSNSで拡散する偽・誤情報に関する実態調査では、4人に1人が偽・誤情報の拡散を経験しているとの結果が出ている。調査では日本ファクトチェックセンターの検証で偽・誤情報認定された15項目を挙げて行われ、この情報が一つでも「正しい」「おそらく正しい」と回答した人は47.7％、SNSで拡散した人は25.5％だった。

#### 選挙ではコミュニティノート機能が役に立たず
Xでは誤った投稿を第三者が訂正できるコミュニティノート機能がある（※情報が「役に立つ」と評価を集めないと一般に公開されない仕組み）。一般社団法人「Code for Japan」と法政大学の藤代裕之教授の研究グループが、兵庫県知事選挙の期間中のXでのコミュニティノート機能を分析したところ、作成された165件のノートでは、一時的に公開されたものが5件あっただけで、ほとんど一般に公開されていなかった。理由として選挙では主張が対立して誤った情報に対しても評価が分かれやすいためコミュニティノートが機能しなかったとしている。

#### 政治的に対立する政治団体に関する投稿はシェアされやすい
イギリスのケンブリッジ大学スティーブ・ラティー博士らの研究チームが、政治的に対立する集団への敵意がSNS上でのエンゲージメント（いいね・リツイート・リポストなどの反応）を高めるかどうかを調査したところ、対立する政治団体に関する投稿はシェアされやすいことが判明。

#### ネットのデマ情報でストレスやニュースへの関心低下
国際大准教授の山口真一監修のもと、デマ情報を「見聞きしたことがある」人を対象に日本ファクトチェックセンターと電通総研で調査をした。その結果、48％が「ストレスや不安を感じるようになった」、44％が「ニュースに対する関心が全体的に低下した」と回答している。。
選挙情報については読売新聞が、SNSと選挙をテーマに全国世論調査（郵送方式）を実施。結果、SNSの選挙情報は「信頼できない」69％、偽情報の投票への影響「心配」84％となった。
NHKも参議院選挙に関する全国世論調査（郵送方式）をした。SNSのでデマ情報が広まり、投票行動への影響懸念を感じると答えた人は80％、選挙期間中の収益目的の投稿の規制については国の規制が必要だと答えたのは78％、SNS運営事業者が収益の支払い停止できる仕組みは必要だと答えた人は87％だった。

##### ネットのデマ情報元はSNSが最多
上記の調査で、デマ情報を毎日見聞きする人と感じているの中でデマ情報元は「SNS」が32％と最多となった。次いで「ネットニュース」が26％、「動画共有サービス」24％となった。

### SNSを使った国内外からのネット世論工作
ロシアや中国がSNSを使いアメリカ向けにネット世論工作を仕掛けているというニュースを見かけるが、主に中国やロシアからのSNSを使ったネット世論工作は日本でも起きてる。
中国からの例では東京電力福島第一原発の処理水放出などに反対する国内の市民団体主催のオンライン署名を呼び掛けるSNS投稿に中国側の世論工作の疑いが強い投稿があることが調査機関の分析で分かった。
ロシアからの例ではYahoo!ニュースのコメント欄が情報工作に利用されていると英カーディフ大学の研究チームの報告書で明らかになった。他にも2025年の参院選においてSNSでロシアの選挙介入が発覚したと話題となった。ロシアの工作用BOTが自民党閣僚の悪質なデマを拡散しバズるようにしかけているという。

日本国内からもTwitterを使いネット世論工作が行われていたことが発覚している。
Twitterのアカウント「Dappi」は自己紹介文として「日本が大好きです。偏向報道をするマスコミは嫌いです。国会中継を見てます。」記述しており愛国心のある個人アカウントであるかのように装って自由民主党や日本維新の会議員の発言を称賛する一方で、立憲民主党や日本共産党の議員への誹謗中傷や批判を繰り返し行っていた。誹謗中傷を受けた立憲議員が訴えたところ回線業者がウェブコンサルティング会社ということ、取引先には自民党、政治資金収支報告書によると、過去には同党衆院議員の資金管理団体や党支部からウェブサイト制作などを受注していることが判明した。

### 過激に煽りお金稼ぎ
収益目的（広告収入やSNSのインプレッション収入）で記事の見出しやSNS投稿にて感情を揺さぶるように過激に煽ることが問題視されている。
コロンビア大学とフランス国立研究所のコンピュータ科学者の調査がある。CNN、ニューヨーク・タイムズ、ハフィントン・ポスト、BBC、フォックスの5つのニュースドメインとSNSのリンクを調査したところ、リツイートやコメントを書いている人の59％が元記事のリンク先をクリックせず記事の見出しのみでネットに拡散していたことが明らかになっている。

### パブリックコメント悪用
パブリックコメントは、行政機関が政策などを定める際に一般から意見を募る仕組みであるが、なるべく多くの意見が来るように個人情報の入力欄は任意となっている。そのため匿名で意見が言えることを悪用し、SNSで繰り返し投稿できる方法や文案など拡散させ動員、結果パブコメが、20万件と大量に投稿され意見の約96％が重複。一字一句完全に一致の投稿も多いことが調査で分かった。

## 関連文献
- 谷原つかさ『「ネット世論」の社会学 データ分析が解き明かす「偏り」の正体』NHK出版〈NHK出版新書 725〉、2024年8月。ISBN 978-4-14-088725-7。（電子版あり）